# Piratbyrån
Piratbyrån  Piratbyrån („Pirátská kancelář“) byla švédská organizace (či think tank) založena roku 2003 k podpoře volného sdílení informací, kultury a intelektuálního vlastnictví a jako jediná opozice lobbistickým skupinám jako jsou Švédská antipirátská kancelář.
Roku 2005 Piratbyrån vydala a antologii nazvanou Copy Me, která obsahovala texty již dříve přístupné z jejich webové stránky. Členové Pirátské kanceláře se účastnili debat ve Švédském radiu a Švédské televizi. Přednášeli nejen ve Švédsku, ale i v dalších evropských zemích, jako např. na 22. konferenci Chaos Communication Congress v Berlíně roku 2005.

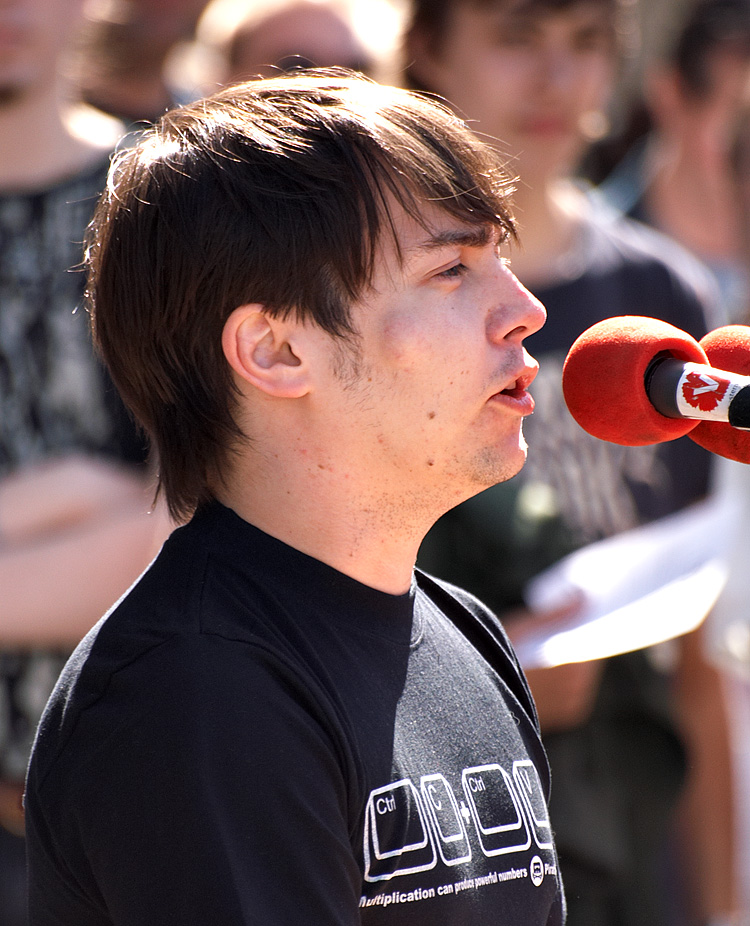
Rasmus Fleischer, mluvčí Piratbyrån promlouvá na demonstraci ve Stockholmu 3. června 2006.

Aktivity Piratbyrån se částečně během let změnily, částečně díky přírůstku Pirátské strany ke švédské politické scéně. Během Valpuržiny noci roku 2007 Piratbyrån spálili všechny svoje zbývající kopie Copy Me při rituálním ceremoniálu a pronesli:
Tímto spalujeme debatu o sdílení souborů. Nechť je sdílení souborů pouze jedním ze způsobů jak kopírovat. Mluvme o lepších způsobech indexování, archivování a kopírování — ne zda je kopírování správné či špatné. Zima schází ze svahů. Uvolněte cestu jaru!
Jonas Andersson, švédský výzkumník, specializující se na politiku sdílení souborů, podal tuto stručnou definici října roku 2009:
Piratbyrån je zcela oddělena od Pirátské strany; je to spíše volně organizovaný think-tank, webová stránka, filosofický skleník či FAQ průvodce do digitalizace.
Švédská antipirátská kancelář (Antipiratbyrån), financovaná americkou lobbistickou organizací MPAA a oddaná potírání kopírování autorskoprávně omezeného obsahu, byla založena roku 2001, ještě před Piratbyrån. Piratbyrån prostě s humorem zkopírovali název svého oponenta tím, že odstranili „anti“.
23. června 2010, po smrti Ibiho Kopimi Botaniho, se skupina rozpustila. Několik dřívějších členů Piratbyrån je nyní angažováno ve skupině Telecomix. Úvodní stránka webu Pirátské kanceláře byla nahrazena třemi slovy Stängt för eftertanke (švédsky Zavřeno pro přemítání).